# Oxikit
Oxikit ist ein Open-Source-Projekt zur Gewinnung von Sauerstoff für den medizinischen Bedarf.
Bei dem Verfahren wird mit einem 2 PS Luftkompressor 15 l/min Sauerstoff aus der Luft gewonnen. Die Umgebungsluft wird auf 2 Bar (30 psi) verdichtet und über einfache Kühlschlangen wieder auf ca. Raumtemperatur abgekühlt. Nach einem Druckminderer, welcher auf 2 bar eingestellt ist, wird der Luftstrom auf zwei Zweige aufgeteilt, welche über Elektroventile abwechselnd für fünf Sekunden den Luftstrom übernehmen. Jeder Zweig besteht aus einem Absorber, welcher mit einem Zeolithe-Granulat gefüllt ist. Dieses absorbiert Stickstoff aus der Druckluft, jedoch nicht den Sauerstoff. Der Sauerstoff wird am Ende eines Zyklus weitergeleitet. Die Hälfte des Sauerstoffs wird zum Ausbringen des Stickstoffs im 2. Absorber benötigt, die andere Hälfte wird in einen kleinen Druckspeicher geleitet. Von diesem wird mit einem Druckminderer und einem Volumenstromregler der Patient mit 96–98 % Sauerstoff versorgt. Gesteuert wird die gesamte Apparatur aus 3 Ventilen und dem Kompressor durch einen Arduino.